# Tubiluchus vanuatensis
Tubiluchus vanuatensis är en djurart som tillhör fylumet snabelsäckmaskar, och som beskrevs av Adrianov, et al. 1991. Tubiluchus vanuatensis ingår i släktet Tubiluchus och familjen Tubuluchidae. Inga underarter finns listade i Catalogue of Life.